# Klasztor Karmelitów Bosych w Zawoi
Klasztor Karmelitów Bosych w Zawoi – klasztor zakonu karmelitów bosych usytuowany w północnej części miejscowości Zawoja (województwo małopolskie, powiat suski), na terenie osiedla Przysłop.

## Historia
Pierwsza w tym miejscu kaplica powstała w 1945. W 1951 wokół kaplicy wybudowano czternaście kapliczek – stacji drogi krzyżowej. Od 1970, za zgodą biskupa Franciszka Jopa rozpoczęto przystosowywanie kaplicy do funkcji domu zakonnego. 1 stycznia 1976 Kuria Metropolitalna w Krakowie oficjalnie powierzyła zakonnikom duszpasterstwo parafialne w ośrodku duszpasterskim św. Józefa Robotnika w Zawoi-Zakamieniu. W latach 1970–1976 wybudowany został kościół św. Józefa Robotnika, natomiast w latach 1986-1990 powstały obecne budynki klasztoru wraz z zespołem domów dla celów rekolekcyjnych, grup oazowych oraz kolonii dziecięcych.
Woda w budynku ogrzewana jest z wykorzystaniem energii cieplnej, pozyskiwanej za pomocą kolektorów słonecznych umieszczonych na dachu klasztoru. Uruchomiono również na jego potrzeby nowoczesną oczyszczalnię ścieków.

## Galeria

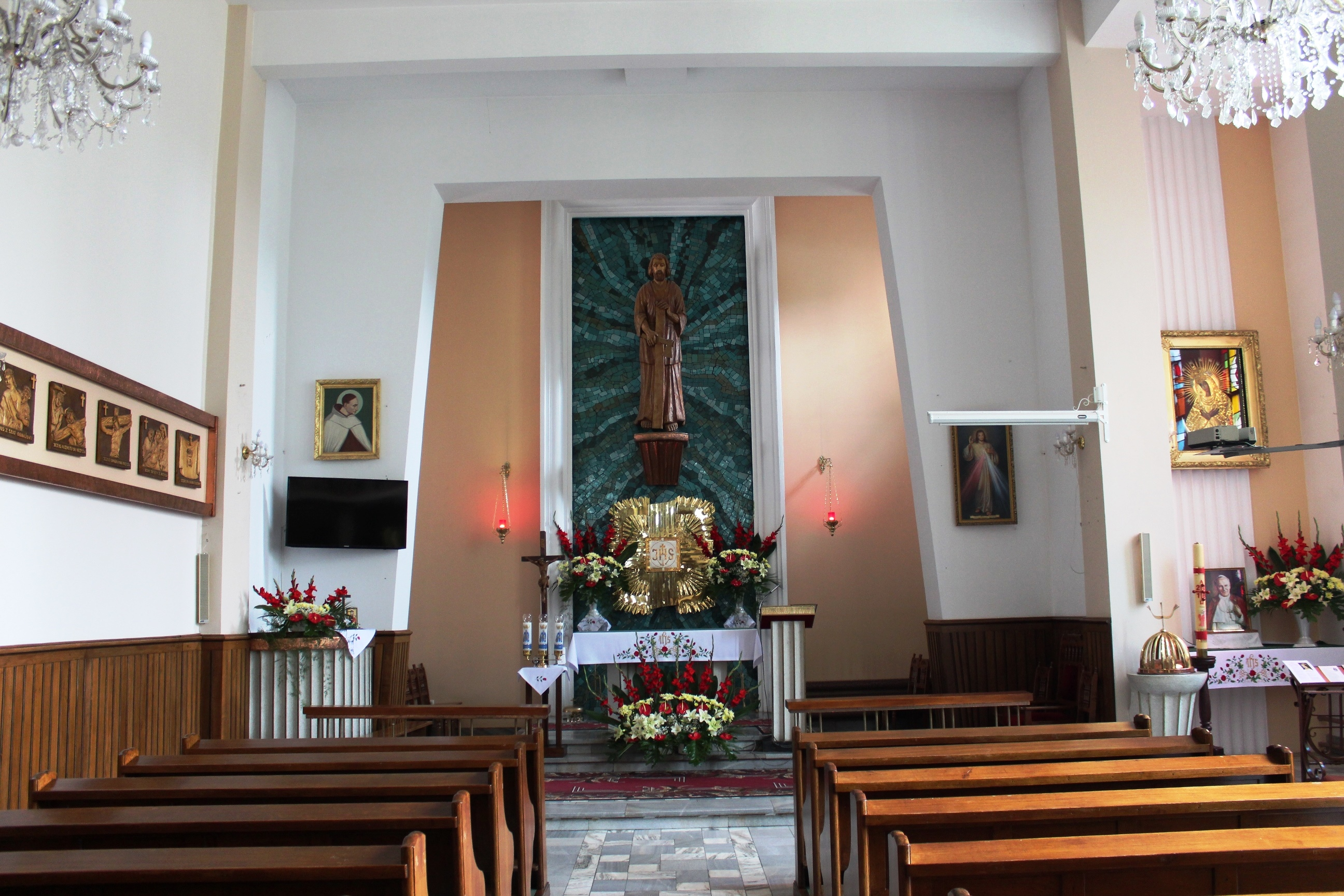
Wnętrze kościoła
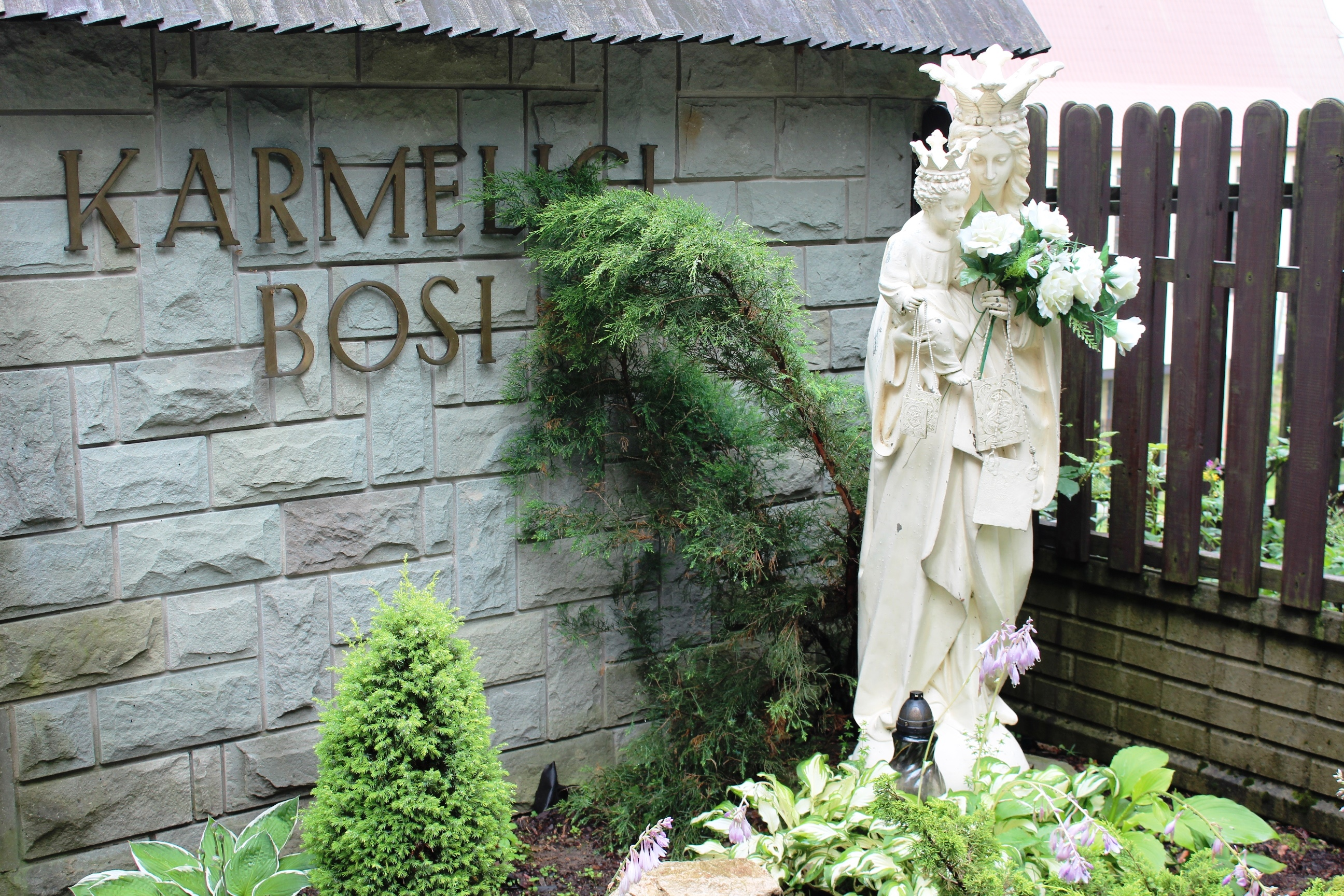
Figura Matki Bożej
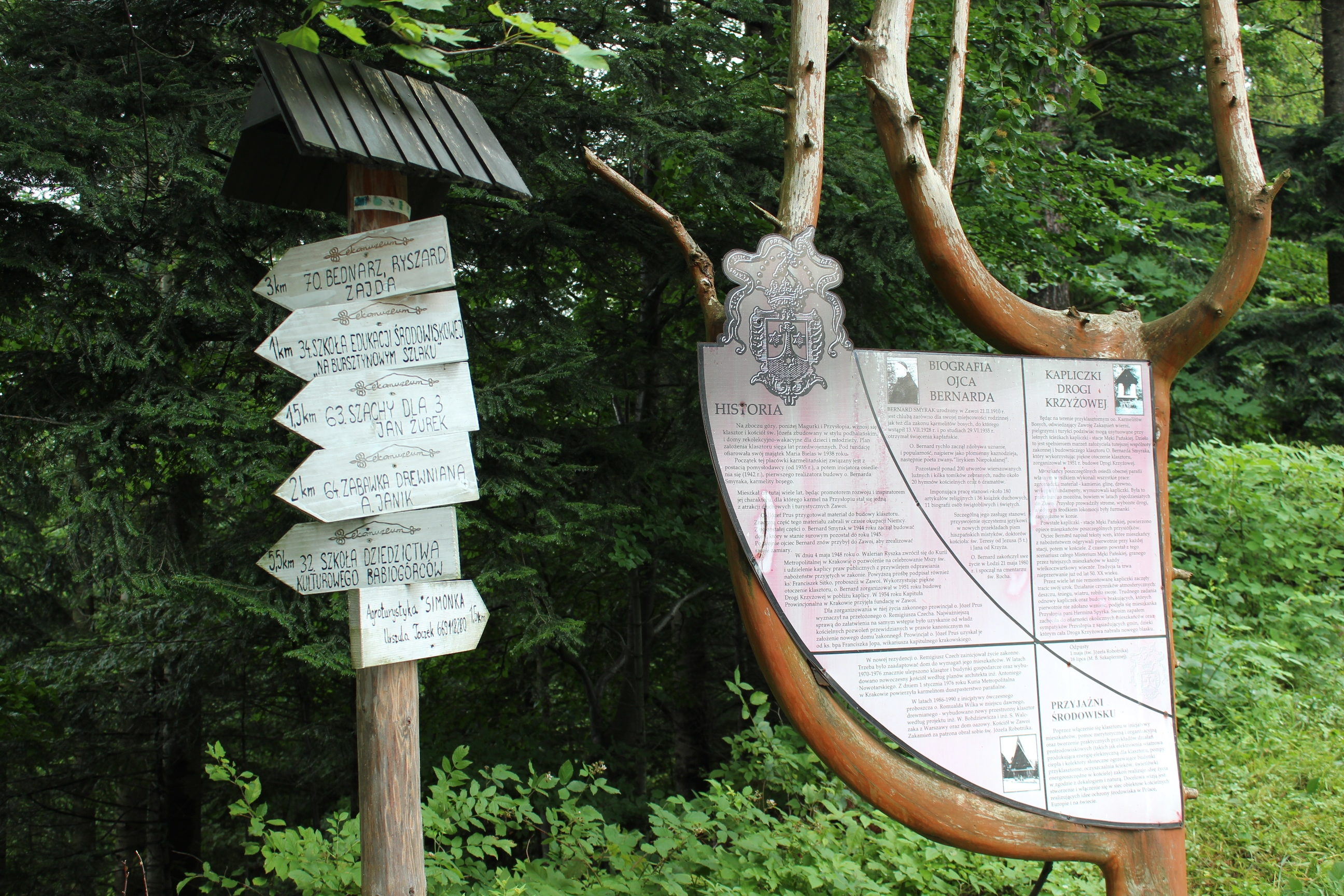
Drogowskazy i tablica z historią miejsca